# Angol szonett
William Shakespeare: LXXV. szonett

Az vagy nekem, mint testnek a kenyér

S tavaszi zápor fűszere a földnek;

Lelkem miattad örök harcban él,

Mint fösvény, kit pénze gondja öl meg;

Csupa fény és boldogság büszke elmém,

Majd fél: az idő ellop, eltemet;

Csak az enyém légy, néha azt szeretném,

Majd, hogy a világ lássa kincsemet;

Arcod varázsa csordultig betölt

S egy pillantásodért is sorvadok;

Nincs más, nem is akarok más gyönyört,

Csak amit tőled kaptam s még kapok.

Koldus-szegény királyi gazdagon,

Részeg vagyok és mindig szomjazom.

  Szabó Lőrinc fordítása
Az angol szonett vagy shakespeare-i szonett a szonett forma egyik legelterjedtebb fajtája. William Shakespeare volt a leghíresebb művelője, ezért a forma az ő nevét is viseli, bár nem ő használta először ezt a versszerkezetet.
Az angol szonett a petrarcai szonetthez hasonlóan 14 sorból áll, azonban a versszakok felosztása és a szokásos rímképlet eltérnek az olasz formától.

## Története
A szonett Angliában először a 16. században, a reneszánsz idején jelent meg, Sir Thomas Wyatt és Henry Howard, Earl of Surrey, Petrarca-fordításainak köszönhetően. Sir Thomas Wyatt fordításai hozzávetőlegesen megtartották az eredeti petrarcai formát, vagyis szerkezetüket tekintve két négy- és két háromsoros szakaszra oszlottak (az oktávra és a szextettre), rímképletük pedig jellemzően abba, abba, cdc, dcd volt. Az olasz eredetivel ellentétben ezek a fordítások gyakran az Angliában elterjedt ötös jambust alkalmazták. Henry Howard, Earl of Surrey volt az első, aki a ma angol szonettnek nevezett formát alkalmazta, tematikájában azonban hű maradt a petrarcai mintához.
Ezt követően kezdtek megjelenni eredeti angol szonettek, amelyek tovább változtattak a megszokott olasz formán. Az angol szonett művelői közé tartoznak Edmund Spenser, Michael Drayton, és Samuel Daniel, de a leghíresebb angol szonett író William Shakespeare volt. Bár némi variáció előfordult, a Shakespeare által használt versfelosztás és rímképlet volt a legjellemzőbb, ma ezt nevezzük angol szonettnek.

## Szerkezete
Az angol szonett, mint olasz elődje, 14 sorból áll, amelyek több részre bonthatók. A petrarcai szonettel ellentétben azonban az angol szonett felosztása a következő: az első három szakasz négy-négy sorból áll (kvartettek), ezeket követi egyetlen sorpár, amely egy behúzással is elkülönül a szonett többi részétől. A shakespeare-i szonett rímképlete abab, cdcd, efef, gg, a sorok ötös (vagy hatodfeles) jambusok.
Ez a szerkezet jellemzően irányítja a tartalmat is: a harmadik kvartettben egy éles érzelmi, gondolatbeli váltás van (volta), amit aztán a végső sorpár zár le (kóda). Shakespeare szonettjeiben a volta néha csak az utolsó sorpárban jelenik meg.

## Shakespeare szonettjei
William Shakespeare összesen 154 szonettet írt, amelyek egybegyűjtve először 1609-ben jelentek meg. A szonetteket magyarra Szabó Lőrinc fordította, a kötet Shakespeare: Szonettek címen jelent meg 1921-ben.
A szonettek olyan témákat dolgoznak fel, mint a szépség, a szerelem, az idő múlása, és a költészet. A 154 vers háromfelé osztható aszerint, hogy a beszélő kihez címzi gondolatait: a szép ifjúhoz, a fekete hölgyhöz, vagy a rivális költőhöz. Ezen karakterek kilétét mindmáig homály övezi: eddig egyetlen irodalomtörténész sem tudta biztosan megállapítani, hogy kik voltak a szonettek címzettjei, illetve azt, hogy egyáltalán valódi személyek voltak-e.
A szonettek egyes értelmezések szerint stílusparódiaként is olvashatóak: míg a petrarcai szonettek szigorú nemi szerepeket állítanak fel, addig Shakespeare ezeket könnyedebben kezeli, néhol megfordítva a szerepeket, máshol magát a szerelmet és azt, ahogyan a szerelemről írni szokás, kifigurázva. Erre jól ismert példa a CXXX. szonett, amelyben Shakespeare a szeretője szépségét a lírai hagyománynak megfelelően természeti képekkel írja le, ennek hatása azonban ellentétes a megszokottal:
CXXX. szonett

Úrnőm szeme nem nap, sehogyse; rőt

Ajkánál a rőt koráll ragyogóbb.

Fehér a hó? Az ő keble sötét.

Drót a haj? A haja fekete drót.

Láttam rózsát, fehéret s pirosat,

De az ő arcán bizony sohase;

S némely párfőm gyönyöre csábosabb,

Mint amilyen úrnőm lehelete.

Szívesen hallgatom - de tudom, a

Muzsikaszó sokkal zengzetesebb;

Istennőt járni nem láttam soha -

Az én úrnőm a földön jár, ha megy;

Mégis ér annyit nekem, mint akit

Hazug hasonlat mennyekbe röpít.

  Fordította: Szabó Lőrinc